# Championnat d'Angleterre de football 1985-1986
Navigation
Édition précédente Édition suivante
La 87e édition du championnat d'Angleterre de football est remportée par Liverpool FC. Le club liverpuldien finit deux points devant son rival Everton FC. L’écart avec le troisième est faible, 2 points séparent Everton de son suivant immédiat West Ham. 
Aucun club anglais ne se qualifie pour les coupes européennes, ceux-ci étant bannis à la suite du drame du Heysel.
Le système de promotion/relégation ne change pas : descente et montée automatique, sans matchs de barrage pour les trois derniers de première division et les trois premiers de deuxième division. À la fin de la saison Ipswich Town, Birmingham City et West Bromwich Albion, sont relégués en deuxième division. Ils sont remplacés par Norwich City, Charlton Athletic et Wimbledon FC.
L'attaquant anglais Gary Lineker, d'Everton FC, termine meilleur buteur du championnat pour la seconde saison consécutive avec 30 réalisations.

## Les clubs de l'édition 1985-1986
| Club                               | Ville            |
| ---------------------------------- | ---------------- |
| Arsenal Football Club              | Londres          |
| Aston Villa Football Club          | Birmingham       |
| Birmingham City Football Club      | Birmingham       |
| Chelsea Football Club              | Londres          |
| Coventry City Football Club        | Coventry         |
| Everton Football Club              | Liverpool        |
| Ipswich Town Football Club         | Ipswich          |
| Leicester City Football Club       | Leicester        |
| Liverpool Football Club            | Liverpool        |
| Luton Town Football Club           | Luton            |
| Manchester City Football Club      | Manchester       |
| Manchester United Football Club    | Manchester       |
| Newcastle United Football Club     | Newcastle United |
| Nottingham Forest Football Club    | Nottingham       |
| Oxford United Football Club        | Oxford           |
| Queens Park Rangers Football Club  | Londres          |
| Sheffield Wednesday Football Club  | Sheffield        |
| Southampton Football Club          | Southampton      |
| Tottenham Hotspur Football Club    | Londres          |
| Watford Football Club              | Watford          |
| West Bromwich Albion Football Club | West Bromwich    |
| West Ham United Football Club      | Londres          |

## Classement
| Rang | Équipe               | Pts | J  | G  | N  | P  | Bp | Bc | Diff |
| ---- | -------------------- | --- | -- | -- | -- | -- | -- | -- | ---- |
| 1    | Liverpool            | 88  | 42 | 26 | 10 | 6  | 89 | 37 | +52  |
| 2    | Everton              | 86  | 42 | 26 | 8  | 8  | 87 | 41 | +46  |
| 3    | West Ham             | 84  | 42 | 26 | 6  | 10 | 74 | 40 | +34  |
| 4    | Manchester United    | 76  | 42 | 22 | 10 | 10 | 70 | 36 | +34  |
| 5    | Sheffield Wednesday  | 73  | 42 | 21 | 10 | 11 | 63 | 54 | +9   |
| 6    | Chelsea              | 71  | 42 | 20 | 11 | 11 | 57 | 56 | +1   |
| 7    | Arsenal              | 69  | 42 | 20 | 9  | 13 | 49 | 47 | +2   |
| 8    | Nottingham Forest    | 68  | 42 | 19 | 11 | 12 | 69 | 53 | +16  |
| 9    | Luton Town           | 66  | 42 | 18 | 12 | 12 | 61 | 44 | +17  |
| 10   | Tottenham Hotspur    | 65  | 42 | 19 | 8  | 15 | 74 | 52 | +22  |
| 11   | Newcastle United     | 63  | 42 | 17 | 12 | 13 | 67 | 72 | -5   |
| 12   | Watford              | 59  | 42 | 16 | 11 | 15 | 69 | 62 | +7   |
| 13   | Queens Park Rangers  | 52  | 42 | 15 | 7  | 20 | 53 | 64 | -11  |
| 14   | Southampton          | 46  | 42 | 12 | 10 | 20 | 51 | 62 | -11  |
| 15   | Manchester City      | 45  | 42 | 11 | 12 | 19 | 43 | 57 | -14  |
| 16   | Aston Villa          | 44  | 42 | 10 | 14 | 18 | 51 | 67 | -16  |
| 17   | Coventry City        | 43  | 42 | 11 | 10 | 21 | 48 | 71 | -23  |
| 18   | Oxford United        | 42  | 42 | 10 | 12 | 20 | 62 | 80 | -18  |
| 19   | Leicester City       | 42  | 42 | 10 | 12 | 20 | 54 | 76 | -22  |
| 20   | Ipswich Town         | 41  | 42 | 11 | 8  | 23 | 32 | 55 | -23  |
| 21   | Birmingham City      | 29  | 42 | 8  | 5  | 29 | 30 | 73 | -43  |
| 22   | West Bromwich Albion | 24  | 42 | 4  | 12 | 26 | 35 | 89 | -54  |

|  | Champion d'Angleterre |
|  | Relégation            |

## Affluences
| #  | Club                 | Stade           | Affluence moyenne sur la saison | Variation |
| -- | -------------------- | --------------- | ------------------------------- | --------- |
| 1  | Manchester United    | Old Trafford    | 46 321                          | + 8 %     |
| 2  | Liverpool FC         | Anfield         | 35 271                          | + 2,4 %   |
| 3  | Everton FC           | Goodison Park   | 32 227                          | + 0,8 %   |
| 4  | Manchester City      | Maine Road      | 24 229                          | D2        |
| 5  | Arsenal FC           | Highbury        | 23 824                          | - 23,7 %  |
| 6  | Newcastle United     | St James' Park  | 23 434                          | - 10,7 %  |
| 7  | Sheffield Wednesday  | Hillsborough    | 23 111                          | - 16,8 %  |
| 8  | Chelsea FC           | Stamford Bridge | 21 985                          | - 4,7 %   |
| 9  | West Ham United      | Upton Park      | 21 179                          | + 14,9 %  |
| 10 | Tottenham Hotspur    | White Hart Lane | 20 859                          | - 27,9 %  |
| 11 | Nottingham Forest    | City Ground     | 16 809                          | + 0,2 %   |
| 12 | Watford FC           | Vicarage Road   | 15 360                          | - 15,8 %  |
| 13 | Aston Villa          | Villa Park      | 15 237                          | - 16,8 %  |
| 14 | Southampton FC       | The Dell        | 14 877                          | - 17,6 %  |
| 15 | Ipswich Town         | Portman Road    | 14 469                          | - 16 %    |
| 16 | Queens Park Rangers  | Loftus Road     | 12 665                          | - 9,5 %   |
| 17 | West Bromwich Albion | The Hawthorns   | 12 164                          | - 12,2 %  |
| 18 | Leicester City       | Filbert Street  | 11 793                          | - 18,9 %  |
| 19 | Coventry City        | Highfield Road  | 11 590                          | - 9,8 %   |
| 20 | Luton Town           | Kenilworth Road | 11 062                          | + 2,3 %   |
| 21 | Oxford United        | Manor Ground    | 11 009                          | D2        |
| 22 | Birmingham City      | St Andrew's     | 10 900                          | D2        |

## Bilan de la saison
| Tableau d'Honneur                          |               |
| Compétition                                | Vainqueur     |
| Championnat d'Angleterre de football       | Liverpool FC  |
| Coupe d'Angleterre de football             | Liverpool FC  |
| Coupe de la Ligue d’Angleterre de football | Oxford United |
| Charity Shield                             | Everton FC    |

| Promotions et relégations |                                                   |
| Promus                    | Norwich City Charlton Athletic Wimbledon FC       |
| Relégués                  | Ipswich Town Birmingham City West Bromwich Albion |

## Meilleur buteur
Avec 30 buts, Gary Lineker, qui joue à Everton, remporte son second titre de meilleur buteur du championnat.